# شهرستان درگزین
شهرستان درگزین یکی از شهرستان‌های استان همدان ایران است. مرکز این شهرستان، شهر قروه درگزین است.
این شهرستان در تاریخ ۸ اسفند ۱۳۹۷ از شهرستان رزن جدا شد و مستقل گردید.
زبان مردم شهرستان درگزین ترکی آذربایجانی می‌باشد.

## موقعیت جغرافیایی
شهرستان درگزین از شمال با شهرستان آوج استان قزوین، از شرق با شهرستان ساوه استان مرکزی، از غرب با شهرستان رزن و از جنوب با شهرستان فامنین همسایه است.

## تقسیمات کشوری
شهرستان درگزین دارای ۲ بخش، ۴ دهستان و ۳ شهر به شرح زیر است.

### شهرستان درگزین
| بخش      | مرکز بخش    | جمعیت بخش ۱۳۹۵ | نام دهستان  | مرکز دهستان | جمعیت دهستان ۱۳۹۵ | شهر           | جمعیت شهر ۱۳۹۵      |
| -------- | ----------- | -------------- | ----------- | ----------- | ----------------- | ------------- | ------------------- |
| مرکزی    | قروه درگزین | ۲۲٬۶۰۷ نفر     | درگزین سفلی | درگزین      | ۱۰٬۰۹۴ نفر        | قروه درگزین   | ۹٬۵۴۰ نفر           |
| مرکزی    | قروه درگزین | ۲۲٬۶۰۷ نفر     | درگزین غربی | بهکندان     | ۲٬۹۷۳ نفر         | قروه درگزین   | ۹٬۵۴۰ نفر           |
| شاهنجرین | شاهنجرین    | ۱۴٬۳۹۲ نفر     | درگزین شرقی | کاج         | ۴٬۱۵۰ نفر         | کرفس شاهنجرین | ۴٬۱۵۵ نفر ۱٬۵۸۴ نفر |
| شاهنجرین | شاهنجرین    | ۱۴٬۳۹۲ نفر     | درگزین علیا | شوند        | ۴٬۵۳۹ نفر         | کرفس شاهنجرین | ۴٬۱۵۵ نفر ۱٬۵۸۴ نفر |

## جمعیت
بر پایه سرشماری عمومی نفوس و مسکن در سال ۱۳۹۵، جمعیت شهرستان درگزین برابر با ۳۶٬۹۹۹ نفر بوده‌است.